# Eliska Vincent
Pour les articles homonymes, voir Vincent.
Eliska Vincent, née Irma Eliska Hortense Girard à Mézières-en-Drouais (Eure-et-Loir) le 29 juin 1841 et morte à Asnières-sur-Seine le 19 février 1914, est une militante socialiste, féministe et franc-maçonne française. Cofondatrice en 1869 de la « Société pour la revendication du droit des femmes », première association féministe française. Cofondatrice de la première obédience maçonnique mixte, le Droit humain et présidente-fondatrice  de l’organisation « Égalité ». Elle est également reconnue comme étant la première archiviste du mouvement féministe.

## Biographie
Eliska Vincent de son nom de naissance Irma Eliska Hortense Girard, née le 29 juin 1841, elle est la fille d'un artisan emprisonné pour sa participation en tant que républicain dans la Révolution française de 1848. 

### Militantisme social
Eliska Vincent crée en 1866, avec  Maria Deraismes, Paule Mink, Louise Michel, Élie Reclus et Caroline de Barrau, la première société féministe, la « Société pour la revendication du droit des femmes » qui lutte pour le développement de l'enseignement féminin et qui se réunit pour la première fois chez André Léo. Les positions politiques différentes au sein du groupe, de par sa composition, certains étant socialistes, d’autres anarchistes ou encore républicains modérés, ils conviennent  que l'objectif commun de base pour l'association, est d'améliorer l'éducation des filles. En 1871, Eliska Vincent soutient la Commune de Paris et manque d'être exécutée pour son rôle dans celle-ci. Socialiste engagée, elle est en 1878 déléguée à un congrès des travailleurs.
En 1888, elle forme un groupe féministe qui prend le nom d'« Égalité d'Asnières, » nommé d'après la commune dans laquelle elle a vécu. Le groupe est restreint mais influent, même s'il ne dépasse jamais plus d'une centaine de membres. Elle fonde également la revue « L’Égalité » la même année. Hubertine Auclert, leader féministe à Paris, part pour l'Algérie en 1888 et  prend la tête du mouvement avec son groupe. Avec un programme modéré et relativement peu controversé, elle obtient un soutien pour le mouvement des femmes de classe moyenne. Lors du premier congrès des droits de la femme, tenu en 1889, en tant que représentant « d’Égalité », elle propose que les femmes participent aux conseils de bienfaisance locaux, proposition adoptée à l'unanimité.
Eliska Vincent souhaite rétablir les droits des femmes qui, selon elle, existaient au Moyen Âge. Elle fait partie des partisanes du suffrage féminin et souligne qu'à cette époque et dans les temps anciens, le droit de vote étant lié à la propriété foncière, il est alors courant pour les femmes de voter.
Elle démissionne de « l'Egalité » en 1900 quand elle rejoint un mouvement plus vaste, le Conseil national des femmes françaises. Lorsqu'elle devient veuve, elle hérite d'un domaine à Saint-Ouen en région parisienne qui lui octroie un revenu sûr avec lequel elle  contribue à promouvoir les droits des femmes et les droits des travailleurs. Elle est une membre active des syndicalistes français, groupe syndical qui pense que les classes ouvrières doivent être actives dans le mouvement du changement social. En 1909, elle accepte le poste de vice-président honoraire de l'Union française pour le suffrage des femmes,. Cécile Brunschvicg étant secrétaire générale et Jeanne Schmahl fondatrice et présidente.

### Franc-maçonnerie
Eliska Vincent est une pionnière de l’accession des femmes à une franc-maçonnerie féminine indépendante et fait partie des fondatrices de la « Grand Loge symbolique écossaise -Le Droit humain », première obédience maçonnique mixte qui devient en 1901, l'Ordre maçonnique mixte international « le Droit humain ». Initiée par Maria Deraismes lors de tenues maçonniques qui se déroulent en mars 1893, elle fait partie des sœurs présentes le 4 avril 1893, jour de création de l'obédience et loge no 1 du Droit humain. Elle est élevée à la maitrise et prête son serment lors de cette tenue de fondation qui se déroule chez Marie Béquet de Vienne, franc-maçonne et fondatrice également. Elle est élue dans le premier collège d'officier appelé à diriger la loge, en tant que « deuxième expert ». Elle partage avec les autres pionnières un certain nombre de combats féministes.

### Archiviste féministe
Eliska Vincent est considérée comme la première archiviste du mouvement féministe, pour avoir rassemblé une vaste bibliothèque documentaire sur le sujet et de très nombreux dossiers concernant les communards. À sa mort le 19 février 1914 à Asnières, elle lègue toutes ses archives au Musée social dans l'espoir que celui-ci créera et organisera un institut féministe. Le musée finit par créer une section pour les études féminines en 1916, mais malgré les efforts des exécuteurs testamentaires d'Eliska Vincent, Marguerite Durand et Maria Vérone, le musée n'accepte finalement pas de prendre en charge les archives. La légation estimée à 600 000 documents est définitivement rejetée en 1919. Des raisons financières sont invoquées pour justifier de ce rejet. Ces documents d'archives sont par la suite probablement dispersés ou détruits.
Sa mort le 19 février 1914, et celle d'Hubertine Auclert la même année, alors qu'elles sont deux figures féministes parmi les plus éminentes en France, combinées à la rupture constituée par la Première Guerre mondiale porte un coup d'arrêt temporaire au mouvement féministe. Après la mort de millions de personnes pendant la guerre, un article de 1919 mentionne dans son titre : « La France a plus besoin d'enfants que d'électeurs. »